# Pygeum havilandii
Pygeum havilandii är en rosväxtart som beskrevs av Henry Nicholas Ridley. Pygeum havilandii ingår i släktet Pygeum och familjen rosväxter. Inga underarter finns listade i Catalogue of Life.